# Navidad roja
Navidad Roja fue la operación de traslado de 42 comunidades de indígenas misquitos de la región nor-oriental de la Costa Caribe de Nicaragua desde la franja fronteriza del Río Coco con Honduras hacia el interior del país, a unas nuevas comunidades conocidas como Tasba Pri (Tierra Libre). Esta operación se realizó a principios de 1982, en los inicios de las acciones de los Contras hacia el gobierno sandinista que fueron especialmente virulentas en la región nor-oriental de la costa caribeña o atlántica.

## Antecedentes
Tras el triunfo de la Revolución Sandinista en 1979, el FSLN creará MISURASATA (Misquitos, Sumos, Ramas, Sandinistas Aslatakanta "Unidos") como frente de masas que aglutinará a las Comunidades Indígenas del entonces departamento de Zelaya, que había sido mantenido en el olvido por el Estado. Como presidente de esta organización fue nombrado Steadman Fagoth.
Desde los primeros momentos de su existencia MISURASATA se convertirá el portavoz de las reivindicaciones de las comunidades indígenas de la región, chocando frecuentemente con los planes del gobierno sandinista. Entre 1979 y 1980 la mayoría de los choques entre MISURASATA y el gobierno nicaragüense se solucionarán mediante el diálogo, así al iniciarse la campaña de alfabetización los miskitos se opondrán a que esta se realice solamente en idioma español, cediendo los sandinistas a llevar a cabo la campaña en los idiomas miskito, sumo e inglés criollo, mayoritarios en la zona. Sin embargo, los dirigentes sandinistas en la mayoría de los casos no lograrán comprender la idiosincrasia de las comunidades caribeñas, desconocían el idioma y tratarán de imponer formas organizativas propias de la región del Pacífico provocando la radicalización de los choques entre los indígenas caribeños y las instituciones revolucionarias.
Estos choques comenzarán a ser tildados de "contrarrevolucionarios", al tiempo que las ofensivas de la Contra comenzaban a torpedear al gobierno del FSLN. También en estos momentos Steadman Fagoth comenzará a mostrar lazos con la embajada estadounidense en Managua y realiza declaraciones que el gobierno sandinista interpreta como un plan que atenta contra la unidad del estado nacional al sembrar la idea de una separación de la región de la Costa Atlántica del resto de Nicaragua.

## Primeros enfrentamientos
El 19 de febrero de 1981 Fagoth es detenido junto con los principales líderes de MISURASATA, y al día siguiente se producen enfrentamientos entre el Ejército Popular Sandinista e indígenas miskitos en Prinzapolka, muriendo 4 militares y 4 miskitos, y resultando 8 heridos. Dos semanas después, tras varias protestas en Waspán y Puerto Cabezas son puestos en libertad todos los detenidos excepto Fagoth, acusado de haber sido informante de Somoza. Fagoth será puesto en libertad a principios de mayo, huyendo inmediatamente a Honduras y uniéndose a un grupo de la Contra denominado "Legión 15 de Septiembre", consiguiendo que un buen número de indígenas se le unan. En julio se produce la ruptura total entre el gobierno y MISURASATA, que sería oficialmente disuelta poco después, huyendo también a Honduras otro de sus líderes, Brooklyn Rivera, denunciando a los sandinistas ante la comunidad internacional por su trato hacia los pueblos costeños y estableciendo en 1982 contactos con Edén Pastora y ARDE en Costa Rica.
Desde noviembre de 1981 milicias miskitas atacarán puestos de abastecimiento e infraestructuras en las aldeas fronterizas de Nicaragua con Honduras, con el objetivo de insurreccionar a la población indígena en contra del gobierno sandinista. El gobierno reacciona militarizando la costa atlántica y decidiendo el despoblamiento de la franja fronteriza del Río Coco o Wanki en cuyas riberas el pueblo Misquito ha vivido por siglos.

## El traslado a Tasba Pri
El traslado sería efectuado en enero de 1982, avisando a las comunidades indígenas inmediatamente antes del mismo para no alertar a los grupos de los Contras. Mas de 8.000 indígenas fueron desplazados y decenas murieron en el proceso, destaca la muerte de 75 niños miskitos en un accidente de helicóptero durante la reubicación.  Al mismo tiempo las construcciones fueron quemadas, destruidos los cultivos y sacrificado con la excusa de que los Contras no pudiera hacer uso de los mismos. Al conocerse la acción todos los grupos opositores, incluyendo obispos, condenaron la operación y se suscitaron dudas entre los grupos de derechos humanos por el trato dado a los indígenas. Igualmente se agudizó el distanciamiento entre el sandinismo y las comunidades miskitas. El secretario de Estado estadounidenses acusó a los sandinistas de genocidio y la embajadora de los Estados Unidos en la ONU, Jeanne Kirkpatrick afirmaba que miles de indígenas se encontraban en campos de concentración.
De 1982 a 1984 la costa atlántica va a ser un terreno de guerra en la que se efectúen constantes incursiones de MISURA, organización creada por Fagoth, desde Honduras y de MISURASATA, dirigida ahora por Brooklyn Rivera y aliada con ARDE, desde Costa Rica llegando incluso a atacar directamente la ciudad de Puerto Cabezas (1983) y los poblados de Tasba Pri (1984). El énfasis militar de los sandinistas en esta región, sin embargo, impedirá que estos grupos consigan controlar la zona. En 1985 los sandinistas permitirían el realojamiento de los miskitos en sus regiones tradicionales del Río Coco.

## Las acusaciones sobre la violación de los Derechos Humanos
Los grupos opositores como la Fuerza Democrática Nicaragüense, gran parte de la jerarquía eclesiástica y los EE. UU., así como las organizaciones indígenas MISURASATA y MISURA acusaron a los sandinistas de asesinatos, torturas e incluso genocidio en el traslado de las comunidades miskitas a Tasba Pri. Kirkpatrick llegaría a afirmar que 250 mil misquitos habían sido recluidos en campos de concentración. Por su parte el dirigente miskita Steadman Fagoth y sus partidarios han dicho que al menos 393 miskitos fueron asesinados por el Ejército en el transcurso de este éxodo.
Sin embargo organismos de Derechos Humanos como Américas Watch y organizaciones indias como el Consejo Internacional de Tratados Indios (IITC) realizaron investigaciones sobre el terreno constatando que no se habían producido violaciones ni deliberadas ni masivas de los derechos humanos, y la Comisión de Derechos Humanos de la Organización de los Estados Americanos reconocía en 1984 que el traslado era justificado y que no era discriminatorio, aunque podía llegar a serlo si no se permitía a los indígenas el regresar a sus comunidades de origen. Pese a todo, Américas Watch reconocía que el traslado no se había llevado a cabo de forma pacífica.